# I Wouldn't Want to Live If You Didn't Love Me
«I Wouldn't Want to Live If You Didn't Love Me» es una canción interpretada por el cantautor estadounidense Don Williams. Fue publicada en junio de 1974 como el sencillo principal de su álbum Don Williams Vol. III.

## Recepción de la crítica
Un escritor no especificado de la revista Cash Box declaró: “Una balada suave y relajada, cuyo ritmo fácil se transmite maravillosamente por la riqueza de la voz de Don. La temática es habitual, pero en este caso se ha abordado con una frescura que la hace muy especial. La sutil instrumentación añade mucho al estado de ánimo general de la canción, y debería estar muy bien para Don”.

## Rendimiento comercial

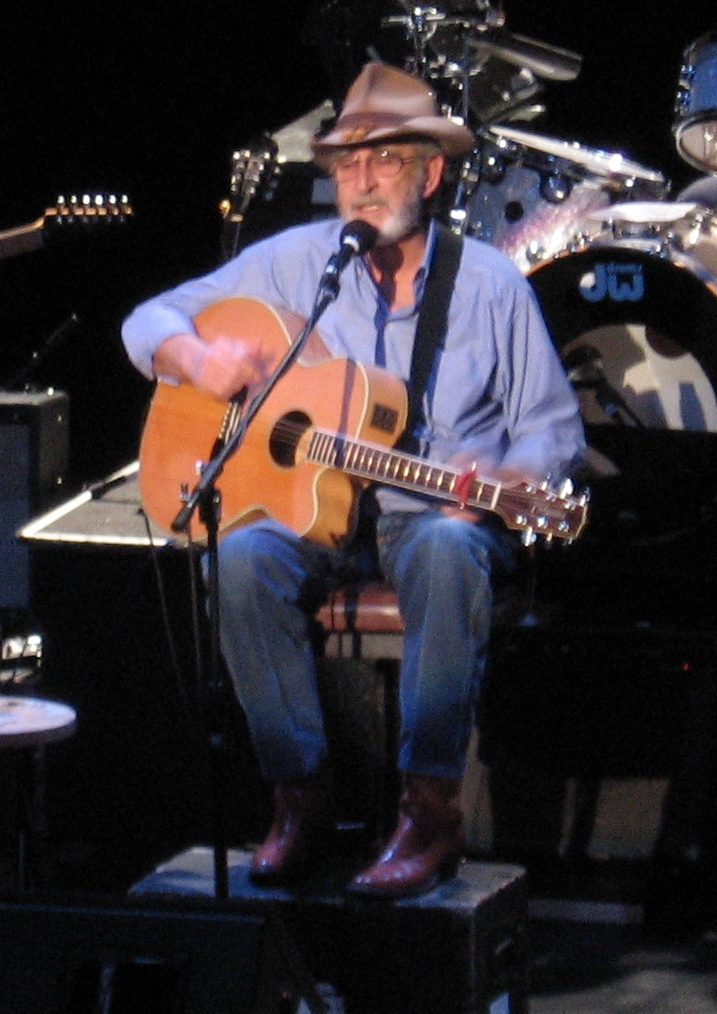
Williams tuvo el primero de 17 números uno en la lista.

En Estados Unidos, «I Wouldn't Want to Live If You Didn't Love Me» debutó en la posición número 90 de la lista Hot Country Singles durante la semana que terminó el 6 de julio de 1974, donde se desempeñó como el tercer debut más alto de la edición. Después de escalar de manera constante la lista durante doce semanas consecutivas, encabezó la lista el 21 de septiembre de 1974, donde desplazó la canción de Ronnie Milsap, «Please Don't Tell Me How the Story Ends», del puesto más alto. «I Wouldn't Want to Live If You Didn't Love Me» salió de la lista Hot Country Singles el 26 de octubre en la posición número 46; en total, pasó diecisiete semanas consecutivas entre los rankings de la lista.
Fuera del país natal de Williams, el sencillo tuvo un éxito comercial menor. En Canadá, el sencillo debutó en el puesto número 45 de la lista RPM Country Playlist durante la semana que terminó el 14 de septiembre de 1974, donde se desempeñó como el tercer debut más alto de la edición. En su tercera semana en la lista, «I Wouldn't Want to Live If You Didn't Love Me» alcanzó el décimo lugar. El sencillo salió de la lista Country Playlist el 19 de octubre en la posición número 29; en total, pasó seis semanas consecutivas entre los rankings de la lista.

## Lista de canciones
7-inch single – Dot DOA-17516
1. «I Wouldn't Want to Live If You Didn't Love Me» – 2:54
2. Fly Away» – 2:07

## Posicionamiento
| Gráfica (1974)                                 | Pico de posición |
| ---------------------------------------------- | ---------------- |
| Canadá (RPM Country Playlist)                  | 10               |
| Estados Unidos (Billboard Hot Country Singles) | 1                |